# Meuyub Lala
Meuyub Lala is een bestuurslaag in het regentschap Pidie van de provincie Atjeh, Indonesië. Meuyub Lala telt 408 inwoners (volkstelling 2010).